# Lista episoadelor din Ed, Edd și Eddy
Mai jos este reprezentată o listă cu toate episoadele din serialul de animație, Ed, Edd și Eddy. Cam prin toate titlurile episoadelor se strecoară numele „Ed”. Serialul constă în 6 sezoane, 4 episoade speciale și un film lung-metraj.

## Episoade
| Sezon | Sezon   | Episoade | Data difuzării     | Data difuzării      |
| Sezon | Sezon   | Episoade | Premiera sezonului | Sfârșitul sezonului |
| ----- | ------- | -------- | ------------------ | ------------------- |
|       | 1       | 13       | 4 ianuarie 1999    | 29 martie 1999      |
|       | 2       | 13       | 13 septembrie 1999 | 20 decembrie 1999   |
|       | 3       | 13       | 23 februarie 2001  | 12 iulie 2002       |
|       | 4       | 13       | 27 septembrie 2002 | 5 noiembrie 2004    |
|       | 5       | 12       | 4 noiembrie 2005   | 28 aprilie 2007     |
|       | 6       | 1        | 1 februarie 2008   | 1 februarie 2008    |
|       | Special | 4        | 3 decembrie 2004   | 11 aprilie 2007     |
|       | Film    | 1        | 8 noiembrie 2009   | 8 noiembrie 2009    |

## Lista episoadelor
| N/o               | Titlu în română                        | Titlu în engleză                 |
| ----------------- | -------------------------------------- | -------------------------------- |
|                   |                                        |                                  |
| PRIMUL SEZON      |                                        |                                  |
|                   |                                        |                                  |
| 01                | Ed-Tangibilul                          | The Ed-Touchtables               |
| 01                | Cicăleală                              | Nagged to Ed                     |
|                   |                                        |                                  |
| 02                | Ed pus la apă                          | Pop Goes To Ed                   |
| 02                | Ed cel șmecher                         | Over Your Ed                     |
|                   |                                        |                                  |
| 03                | Ciupește și crește un Ed               | A Pinch To Grow An Ed            |
| 03                | Sir Ed                                 | Sir Ed-A-Lot                     |
|                   |                                        |                                  |
| 04                | Citiți totul despre Ed                 | Read All About Ed'               |
| 04                | Ed fotograf                            | Quick Shot Ed                    |
|                   |                                        |                                  |
| 05                | Trifoi cu patru Ed                     | An Ed Too Many                   |
| 05                | De-a v-ați ascuns                      | Ed-n-seek                        |
|                   |                                        |                                  |
| 06                | Ed la lupte                            | Tag yer Ed                       |
| 06                | Privește în ochii lui Ed               | Look into my Eds                 |
|                   |                                        |                                  |
| 07                | Ed și roboții                          | Dawn of the Eds                  |
| 07                | Clubul Ed                              | Virt-Ed-go                       |
|                   |                                        |                                  |
| 08                | Ține pasul cu Ed                       | Keeping Up With The Eds          |
| 08                | Cine, ce, unde                         | Who, What, Where, Ed             |
|                   |                                        |                                  |
| 09                | Ed cel păcălit                         | Fool on the Ed                   |
| 09                | Un băiat și Ed-ul lui                  | A Boy and his Ed                 |
|                   |                                        |                                  |
| 10                | Râzi Ed, râzi                          | Laugh Ed Laugh                   |
| 10                | E super, Ed                            | It’s Way Ed                      |
|                   |                                        |                                  |
| 11                | Ed-agregat                             | Eds-Aggerate                     |
| 11                | Jurământul unui Ed                     | Oath To An Ed                    |
|                   |                                        |                                  |
| 12                | Ed mușcat de purici                    | Flea Bitten Ed                   |
| 12                | Sticla lui Ed cel fierbinte            | A Glass Of Warm Ed               |
|                   |                                        |                                  |
| 13                | Ed fără glas                           | Button Yer Ed                    |
| 13                | Avansați, Ezi                          | Avast Ye Eds                     |
|                   |                                        |                                  |
| SEZONUL 2         |                                        |                                  |
|                   |                                        |                                  |
| 14                | Ed știe tot                            | Know-It-All Ed                   |
| 14                | Dragă Ed                               | Dear Ed                          |
|                   |                                        |                                  |
| 15                | Cioc, cioc! Cine e? Ed!                | Knock Knock… Who’s Ed            |
| 15                | 1 + 1 = Ed                             | One + One = Ed                   |
|                   |                                        |                                  |
| 16                | Ala, Bala, Portocala                   | Eeny, Meeny, Miney, Ed           |
| 16                | Pe locuri, fiți gata, Ed!              | Ready, Set… Ed!                  |
|                   |                                        |                                  |
| 17                | Atracție irezistibilă                  | Hands Across Ed                  |
| 17                | Spală-te pe dinți                      | Floss Your Ed                    |
|                   |                                        |                                  |
| 18                | Seamănă cu Ed                          | In Like Ed                       |
| 18                | Cine i-a dat drumul lui Ed?            | Who Let The Ed In?               |
|                   |                                        |                                  |
| 19                | Ed bate câmpii                         | Rambling Ed                      |
| 19                | Ca la mama acasă                       | Homecooked Ed                    |
|                   |                                        |                                  |
| 20                | Gentil-Ed                              | To Sir With Ed                   |
| 20                | Cheia spre Ed-ul meu                   | Key To My Ed                     |
|                   |                                        |                                  |
| 21                | Ed urban                               | Urban Ed                         |
| 21                | Stop, uite Ed                          | Stop, Look, And Ed               |
|                   |                                        |                                  |
| 22                | Onorat Ed                              | Honor Thy Ed                     |
| 22                | Omletă Ed                              | Scrambled Ed                     |
|                   |                                        |                                  |
| 23                | Ed de închiriat                        | Rent-A-Ed                        |
| 23                | Uș Ed                                  | Shoo Ed                          |
|                   |                                        |                                  |
| 24                | Ed într-o cochilie                     | Ed In A Halfshell                |
| 24                | Oglindă, oglinjoară                    | Mirror, Mirror, On The Ed        |
|                   |                                        |                                  |
| 25                | Ed copt                                | Hot Buttered Ed                  |
| 25                | Ed pe tocuri                           | High Heeled Eds                  |
|                   |                                        |                                  |
| 26                | Ed de Crăciun                          | Fa, La, La, La, Ed               |
| 26                | Plângi Ed                              | Cry Ed                           |
|                   |                                        |                                  |
| SEZONUL 3         |                                        |                                  |
|                   |                                        |                                  |
| 27                | Aș vrea să fii Ed                      | Wish You Were Ed                 |
| 27                | Micul Ed al lui mămica                 | Momma’s Little Ed                |
|                   |                                        |                                  |
| 28                | A fost odată ca niciun Ed              | Once Upon An Ed                  |
| 28                | Doar pentru Ed-ul tău                  | For Your Ed Only                 |
|                   |                                        |                                  |
| 29                | Ed picat din cer                       | It Came from Outer Ed            |
| 29                | 3 pătrate și un Ed                     | 3 Squares And An Ed              |
|                   |                                        |                                  |
| 30                | Ed în duel                             | Dueling Eds                      |
| 30                | Deșteptarea Ed                         | Dim-Lit Ed                       |
|                   |                                        |                                  |
| 31                | Merge pentru Ed                        | Will Work For Ed                 |
| 31                | Ed, Ed, la drum                        | Ed, Ed, And Away                 |
|                   |                                        |                                  |
| 32                | Un Ed în tufiș                         | An Ed In The Bush                |
| 32                | Nu văd niciun Ed                       | See No Ed                        |
|                   |                                        |                                  |
| 33                | Puncte unite                           | X Marks The Ed                   |
| 33                | De aici până la Ed                     | From Here To Ed                  |
|                   |                                        |                                  |
| 34                | Ed sau pajură                          | Ed Or Tails                      |
| 34                | Băieții vor fi Ezi                     | Boys Will Be Eds                 |
|                   |                                        |                                  |
| 35                | Este vreun Ed pe-aproape?              | Is There An Ed In The House?     |
| 35                | Se naște un Ed                         | An Ed Is Born                    |
|                   |                                        |                                  |
| 36                | Dă-mi dă-mi dar nu-mi mai da           | Gimme Gimme Never Ed             |
| 36                | Frumosul meu Ed                        | My Fair Ed                       |
|                   |                                        |                                  |
| 37                | Nani nani Ed                           | Rock-A-Bye Ed                    |
| 37                | 11 impar                               | O-Ed-Eleven                      |
|                   |                                        |                                  |
| 38                | Norocul Ezilor                         | The Luck Of The Ed               |
| 38                | Ed, dă mai departe                     | Ed, Pass It On…                  |
|                   |                                        |                                  |
| 39                | Frate, poți să-mi dai un Ed?           | Brother, Can You Spare An Ed?    |
| 39                | Ziua în care Ed a stat pe loc          | The Day The Ed Stood Still       |
|                   |                                        |                                  |
| SEZONUL 4         |                                        |                                  |
|                   |                                        |                                  |
| 40                | Miroase ca un Ed                       | If It Smells Like An Ed…         |
|                   |                                        |                                  |
| 41                | O zi proastă pentru Ed                 | Don’t Rain On My Ed              |
| 41                | Cin' s-a fript cu ciorbă suflă și-n Ed | Once Bitten, Twice Ed            |
|                   |                                        |                                  |
| 42                | Ed de mărime universală                | One Size Fits Ed                 |
| 42                | Mă doare în Ed                         | Pain In The Ed                   |
|                   |                                        |                                  |
| 43                | Ed peste bord                          | Ed Overboard                     |
| 43                | Unul din Ezi                           | One Of Those Eds                 |
|                   |                                        |                                  |
| 44                | I se spune domnul Ed                   | They Call Him Mr. Ed             |
| 44                | Pentru Ed, de la Ed                    | For The Ed, By The Ed            |
|                   |                                        |                                  |
| 45                | Micul Ed melancolic                    | Little Blue Ed                   |
| 45                | O picătură de Ed                       | A Twist Of Ed                    |
|                   |                                        |                                  |
| 46                | Aici al dumneavoastră Ed               | Your Ed Here                     |
| 46                | Bunul Ed                               | The Good Ole Ed                  |
|                   |                                        |                                  |
| 47                | Ed cu obrazul gros                     | Thick As An Ed                   |
| 47                | Regret, ai greșit Ed-ul                | Sorry, Wrong Ed                  |
|                   |                                        |                                  |
| 48                | Blocaj la Ed                           | Stuck In Ed                      |
| 48                | Goana după Ed                          | A Case Of Ed                     |
|                   |                                        |                                  |
| 49                | Robin Ed                               | Robbin’ Ed                       |
| 49                | Ed din înaltă societate                | Stiff Upper Ed                   |
|                   |                                        |                                  |
| 50                | O vedere de la Ed                      | Postcards From The Ed            |
| 50                | Ed în noroi                            | Here’s Mud In Your Ed            |
|                   |                                        |                                  |
| 51                | Fugi pentru Ed-ul tău                  | Run For Your Ed                  |
| 51                | Dă-mi-l pe Ed                          | Hand-Me-Down Ed                  |
|                   |                                        |                                  |
| 52                | Lumea întreagă                         | Take This Ed And Shove It        |
|                   |                                        |                                  |
| SEZONUL 5         |                                        |                                  |
|                   |                                        |                                  |
| 53                | Misiune Ed-posibilă                    | Mission Ed-Possible              |
| 53                | Oricum în-afară de Ed                  | Every Which Way But Ed           |
|                   |                                        |                                  |
| 54                | Boom Boom, afară cu Ed                 | Boom, Boom, Out Goes the Ed      |
| 54                | Ezii cei curați                        | Cleanliness Is Next to Edness    |
|                   |                                        |                                  |
| 55                | Se schimbă lucrurile, vine Ed          | Out With The Old, In With The Ed |
|                   |                                        |                                  |
| 56                | Ed cel curios                          | I Am Curious Ed                  |
| 56                | Ed nu vorbește                         | No Speak Da Ed                   |
|                   |                                        |                                  |
| 57                | Mai deștept decât Ed-cazul             | Too Smart For His Own Ed         |
| 57                | Ed cel șmecher                         | Cool Hand Ed                     |
|                   |                                        |                                  |
| 58                | Alege un Ed                            | Pick An Ed                       |
| 58                | Cine are grijă de Ed?                  | Who’s Minding the Ed?            |
|                   |                                        |                                  |
| 59                | Nu doare de Ed-loc                     | This Won’t Hurt An Ed            |
| 59                | Adevărul sau Ed                        | Truth Or Ed                      |
|                   |                                        |                                  |
| 60                | Zâna Ed                                | Tinker Ed                        |
| 60                | Bunul, răul și Ed-ul                   | The Good, the Bad, and the Ed    |
|                   |                                        |                                  |
| 61                | Ed la strâmtoare                       | Tight End Ed                     |
| 61                | O stânca și un loc Ed                  | Tween a Rock & an Ed Place       |
|                   |                                        |                                  |
| 62                | Toți Ezii afară                        | All Eds Are Off                  |
| 62                | Zâmbește-i lui Ed                      | Smile for the Ed                 |
|                   |                                        |                                  |
| 63                | Fugi Ed, Fugi                          | Run Ed, Run                      |
| 63                | Un oraș pe nume Ed                     | A Town Called Ed                 |
|                   |                                        |                                  |
| 64                | Plin de Ed                             | A Fistfull of Ed                 |
|                   |                                        |                                  |
| SEZONUL 6         |                                        |                                  |
|                   |                                        |                                  |
| 65                | Îmi acordați acest Ed?                 | May I Have This Ed?              |
| 65                | Uită-te înainte să Ed                  | Look Before You Ed               |
|                   |                                        |                                  |
| EPISOADE SPECIALE |                                        |                                  |
|                   |                                        |                                  |
| S1                | Clopoțeii de Crăciun                   | Jingle Jingle Jangle             |
|                   |                                        |                                  |
| S2                | Giugiuleală cu balamuc                 | Hanky Panky Hullabaloo           |
|                   |                                        |                                  |
| S3                | Bau! Te-am speriat                     | Boo Haw Haw                      |
|                   |                                        |                                  |
| S4                | Vin Ezii                               | The Eds Are Coming               |
|                   |                                        |                                  |
| FILM              |                                        |                                  |
|                   |                                        |                                  |
| F1                | Ed, Edd și Eddy - Marele Show          | The Big Picture Show             |
|                   |                                        |                                  |

## Episoadele speciale
- Jingle Jingle Jangle (în română: Clopoțeii de Crăciun) În acest episod Eddy vine în pod și încearcă să caute cadourile de Crăciun. El găsește doar haine. Între timp Dublu D merge la Ed acasă și îi oferă lui Ed o crăciuniță, Ed îi explică lui Dublu D că el s-a pregătit mult pentru Crăciun și că vrea să devină spiridușul lui Moș Crăciun. Când Eddy vine la Ed acasă le zice celor doi că el o să se ducă la altă casă ca să fie adoptat și să primească alte cadouri. Dublu D vrea să-i zică că nu asta-i semnificația Crăciunului, dar Eddy a și plecat din casă. Eddy merge mai întâi la Jonny. Acasă la Jonny totul era înghețat (este o tradiție de familie). Puștiul i-a zis lui Eddy că poate să stea acasă la el, dar scândură îi zice lui Jonny că Eddy vrea să le facă o farsă, așa că Jonny îl dă pe Eddy afară. Eddy mai merge la Nazz acasă, totul merge bine până când Nazz vrea să-l sărute sub vâsc, el se emoționează și varsă suc pe ea. Nazz îl dă afară. Între timp surorile Kanker merg după o stea, pe drum găsesc mai multe obiecte și le numesc "daruri". Eddy merge acasă la Rolf, el îl primește cu cea mai mare plăcere și îi cântă un cântec din țara lui. Plictisit, Eddy plecă. În drumul spre altă casă, Dublu D (îmbrăcat în înger) și Ed (îmbrăcat în păstor) vor să-i mai explice o dată lui Eddy ce înseamnă cu adevărat Crăciunul. Eddy îi ia aripile lui Dublu D și le pune pe spate și merge la Jimmy acasă. Jimmy îi prezintă lui Eddy orașul lui din turtă dulce. Când Jimmy merge la baie, Eddy îi mănâncă orașul de turtă dulce. Cu ajutorul lui Sarah, Jimmy îl dă pe Eddy afară din casă. Eddy merge și la Kevin acasă, el îi dă lui Eddy un cadou dar se dovedi că era un pumn. Eddy nu mai are nicio speranță și se-ndreaptă spre casă. Pe drum vede că bradului îi lipsește un bec iar el îi pune unul din buzunar, pe care i-l pusese Ed în buzunar. Dublu D observă gestul lui Eddy și îi zice c-a făcut-o din inimă. Eddy a înțeles care este adevărata semnificație a Crăciunului. Și tot cartierul observă asta, Moș Crăciun vine la ei și le dă un sac plin cu cadouri. Eddy crede că toate aceste lucruri sunt pentru el și le ia în hambarul lui Rolf. Ed și Dublu D încearcă să-l prindă. Cei trei ajung în hambar și copiii își recuperează cadourile. Surorile Kanker ajung în hambar și încep să-i pupe pe Ezi și închid ușa. Totul se termină când copiii cântă colinde.

- Boo Haw Haw (în română Bau! Te-am speriat) este episodul special de Halloween. În care Eddy găsește harta de la fratele lui spre un așa-zis cartier "Groazăvești" unde se dau cele mai multe bomboane. Ed, uitându-se la multe filme de groază s-a înarmat cu o spatulă crezându-se viking, iar pe ceilalți copii, monștri. Ed îi atacă pe toți copiii, crezând că-s monștri, iar ei vor să se răzbune. Dar în loc să se răzbune pe Ed, ei se răzbună pe Dublu D și pe Eddy. La final, când copiii îi bat pe Dublu D și pe Eddy, Ed nu-i mai vede pe copii că niște monștri, în schimb îi vede pe Dublu D și pe Eddy dansând între flori. Astfel el nu-i salvează.

- Hanky Panky Hullabaloo (în română Giugiuleală cu balamuc) este episodul special de ziua îndrăgostiților. În acesta, Sarah și Jimmy erau cupidoni invizibili pentru ceilalți. Trăgând în aproape toți cu săgeți care-i fac pe toți să se-ndrăgostească de prima persoană sau lucru pe care-l văd, au dezlănțuit un adevărat dezastru.

- The Eds are Coming (în română Vin Ezii) a fost parte a maratonului Cartoon Network Invaded. În acest episod special Jimmy visează o navă extraterestră care smulge Cul-De-Sac-ul din pământ cu niște cârlige, ducându-l prin spațiu. Când se trezește, Jimmy vede niște lucruri care-l fac să-și amintească de visul lui și crede că este adevărat. El le zice copiilor despre visul lui dar nimeni nu-l crede. Afară este plin de zăpadă, însă în curtea lui Rolf este foarte cald și zăpada s-a topit. În plus, este și mult fum verde în curte. Deodată copiii văd un meteorit zburând din coșul de pe casa lui Rolf. Copiii se duc să vadă ce este și îl văd pe Ed ieșind din meteorit numai în chiloți și plin de mâzgă verde. Ed le zice c-a fost răpit de extratereștri și copiii cred că extratereștri au făcut experimente pe el. Astfel, după toate chestiile care s-au întâmplat, copiii încep să creadă că Rolf a fost invadat de niște extratereștri și că se află în casa lui. Ei vor să-l salveze și se duc pregătiți cu arme la el în curte. Copiii o leagă pe Nazz de niște stâlpi ca să ademenească extratereștri. Deodată, pe lângă căldură și fumul verde, mai apare și o lumină verde și copiii văd la geam capetele extratereștrilor în formă de caracatiță. Ușa se deschide și apare Rolf cu o caracatiță pe cap, în același timp lumina verde se oprise. El le zice că totul a fost doar o petrecere sărbătorită de el și familia sa. Rolf și familia lui purtau caracatițe pe cap pentru că este un ritual de-al lor. Lumina verde venea de la proiectorul de filme, fumul verde venea de la ceaunul cu mâncare și rudelor lui Rolf le-a fost frig și au dat drumul la căldură foarte tare, de-asta era topită zăpada și era prea cald la el în curte. Ed a fost găsit în chiloți în meteorit pentru că rudele lui Rolf i-au luat hainele împrumut. La sfârșit, chiar apare o navă extraterestră care scoate Cul-De-Sac-ul din pământ cu niște cârlige și îl duce în spațiu, poate spre planeta lor, la fel ca-n visul lui Jimmy.

## Short-uri
Cartoon Network a produs cateva short-uri cu Ezii care au fost difuzate in timpul pauzelor comerciale. Un scurt videoclip muzical a fost produs cu versiunile stilizate ale lui Ed, Edd, Eddy și Sarah, intitulat "The Incredible Shrinking Day", difuzat pe Cartoon Network în 2002 și 2003. În videoclip, Sarah folosește o poțiune pentru a micșora Ezii la o dimensiune suficientă ca să-ncapă într-o casă de păpuși. Scândură a jucat într-un film similar numit "Cel mai bun prieten al meu Scândură", care a fost difuzat în 2002.